# Agar MacConkey

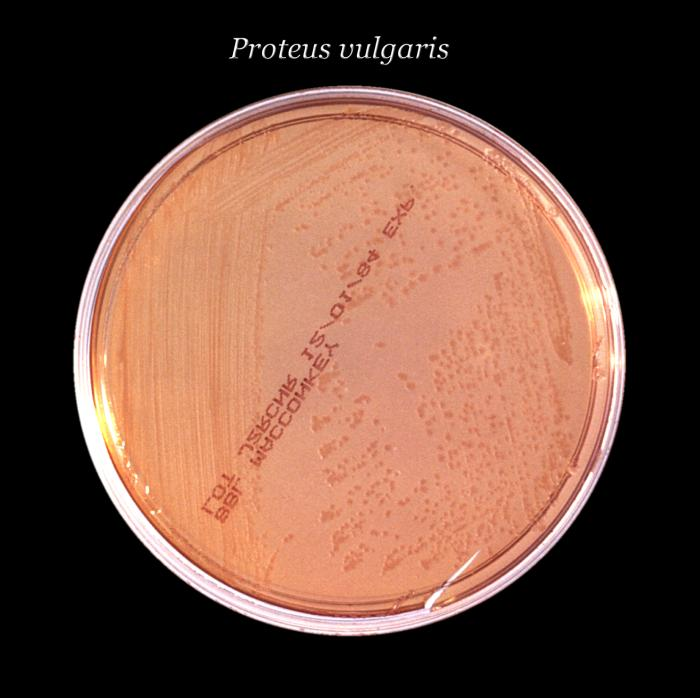
Mediul MacConkey pe care a fost cultivată o bacterie

Lactoză

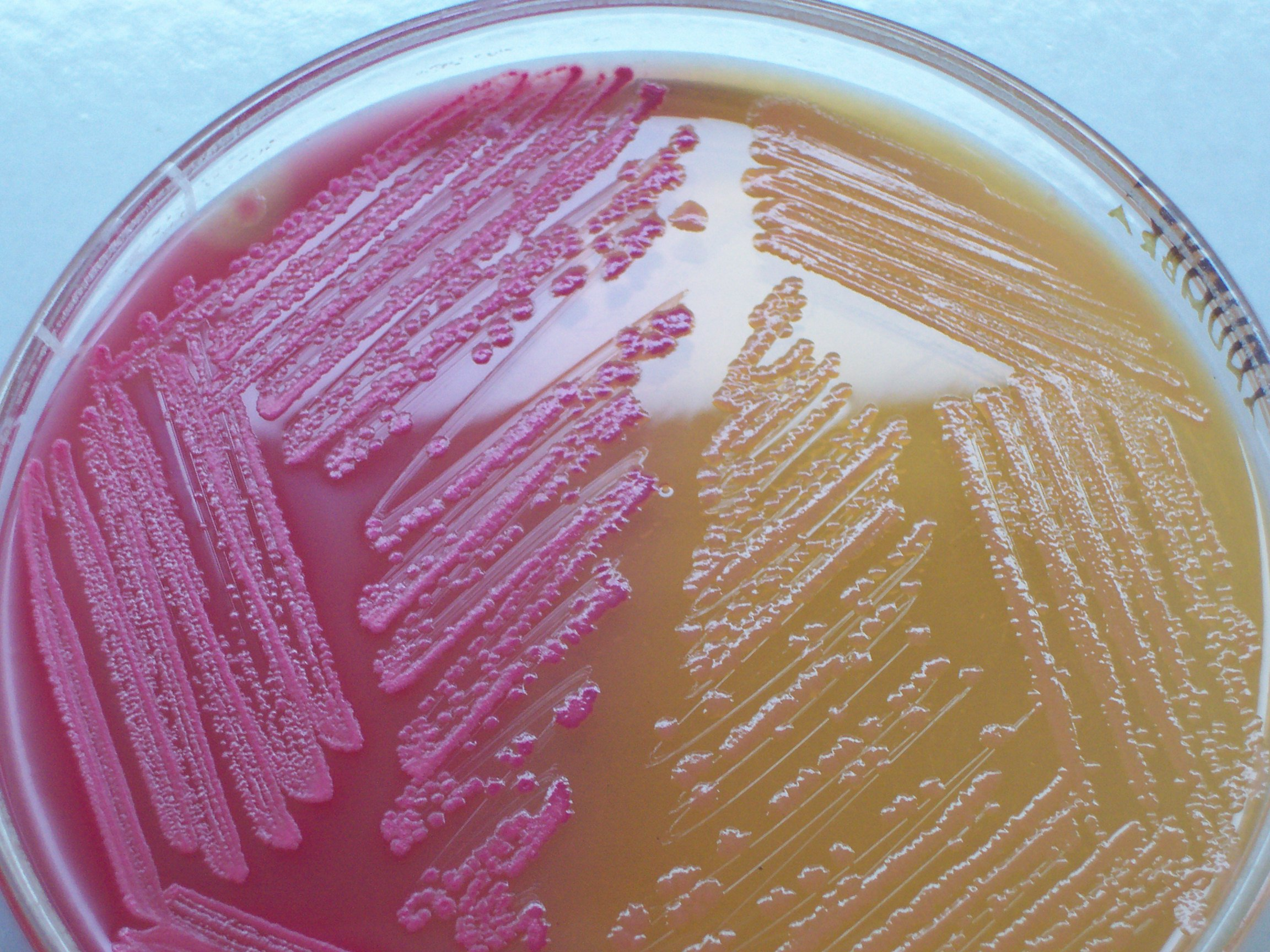
Organismul din stânga este fermentator de lactoză, datorită culorii roz. Organismul din dreapta este nefermentativ, bazat pe lipsa virajului culorii.

Agarul MacConkey (geloza sau mediul MacConkey) este un mediu de cultură selectiv și diferențial utilizat pentru cultivarea bacteriilor. Scopul său este de a izola în mod selectiv bacterii Gram-negative enterice (din flora tractului intestinal) și de a l diferenția pe baza modelului de fermentație lactozice. Bacteriile care fermentează lactoza devin roșii sau roz pe agarul MacConkey, iar cei nefermentativi nu își schimbă culoarea. Mediul inhibă creșterea organismelor Gram-pozitive datorită prezenței cristal violetului și săruri biliare, permițând selectarea și izolarea bacteriilor Gram-negative. Detecția fermentație se bazează pe virajul unui indicator de pH, roșu neutru.